# Konjugacija (kemija)
Konjugacija, u kemiji i biokemiji, je povezivanje velikih molekula, na primjer jednostavnih bjelančevina (proteina), s većim ili manjim molekulama drugih kemijskih spojeva (fosfoproteini, lipoproteini, metaloproteini). Konjugiranom bazom naziva se anion ili molekula koji nastaju kada kiselina ionizacijom izgubi proton, a konjugiranom kiselinom kation ili molekula koji nastaju spajanjem baze i protona. Konjugiranim dvostrukim vezama između ugljikovih atoma u organskim spojevima smatraju se dvostruke veze koje su međusobno odijeljene jednostrukom vezom, na primjer u butadienu, H2C=CH–CH=CH2.

## Boja i građa organskih molekula
Neka je kemijska tvar obojena ako djelomično (selektivno) upija (apsorbira) vidljivo svjetlo, to jest ako elektromagnetsko zračenje određenih valnih duljina između 380 i 760 nm upija, a propušta ili odbija (reflektira) elektromagnetsko zračenje ostalih valnih duljina u tom dijelu spektra; to zračenje kad djeluje na mrežnicu ljudskog oka izaziva osjet (kromatske) boje. Boja koju doživljava promatrač odgovara boji apsorbiranog svjetla, na primjer ako tvar apsorbira modro svjetlo valne duljine 480 nm, ona (osvijetljena bijelim svjetlom) izgleda narančastožuta. Tvari čije molekule apsorbiraju fotone valnih duljina izvan područja vidljivog svjetla, bilo u ultraljubičastom (valna duljina ispod 380 nm) bilo u infracrvenom području (iznad 760 nm), izgledaju ljudskom oku bezbojne, ali se takva apsorpcija energije zračenja može mjeriti pogodnim mjernim instrumentima. Sposobnost neke molekule da apsorbira fotone energije zračenja zavisi od njene sposobnosti da pređe u pobuđeno stanje, to jest od mogućnosti da neki njen elektron pređe na molekularnu orbitu višeg energetskog stanja nego što ga on zauzima u normalnom, nepobuđenom ili osnovnom stanju molekule. Pretpostavlja se da takav prijelaz može uzrokovati samo foton čiji je sadržaj energije točno jednak razlici između energije elektrona na pobuđenom i njegove energije na nepobuđenoj energijskoj razini. Mogući su dakle samo prelazi elektrona za koje je:
{\displaystyle \lambda ={\frac {h\cdot c}{\Delta E}}}
gdje je λ - valna duljina apsorbiranog fotona, h - Planckova konstanta, c - brzina svjetlosti, a ΔE - razlika između energija elektrona u normalnoj i pobuđenoj razini.
Oni organski spojevi koji u svojim molekulama imaju samo σ-veze sadržavaju čvrsto vezane elektrone. Energijske razine koji tim elektronima stoje na raspolaganju udaljeni su jedan od drugog, njihove razlike ΔE su velike te odgovaraju vrlo malim vrijednostima valne duljine λ. Zbog toga takve tvari apsorbiraju samo u dalekom ultraljubičastom području (duljina vala ispod 150 nm). π-elektroni su, općenito uzevši, slabije vezani i njima raspoložive energijske razine manje su udaljene jedne od drugih, pa se apsorpcija pomiče prema većim valnim duljinama, to jest prema vidljivom dijelu spektra. Ako molekula sadrži nekoliko dvostrukih veza, ta je pojava jače izražena, osobito ako su te dvostruke veze konjugirane. Tako etilen H2C=CH2 apsorbira zračenje valne duljine 175 nm, butadien H2C=CH—CH=CH2 zračenje valne duljine 220 nm, heksatrien H2C=CH—CH=CH—CH=CH2 zračenje valne duljine 258 nm i tako dalje. U ugljikovodicima s duljim konjugiranim lancem energijske razine π-elektrona su tako blizu jedan drugome da vrijednost razlike između njihovih energija odgovara valnim duljinama vidljivog svjetla, pa su takve tvari obojene. Tako na primjer l,8-difeniloktatetraen-l,3,5,7 apsorbira svjetlost valne duljine 434 nm, te je žuto obojen. Odlučna pri tom je razlika između osnovnog (nepobuđenog) i prvog pobuđenog energetskog nivoa. Tvar koja apsorbira u vidljivom dijelu spektra mora imati bar jednu energijsku razinu koja sadrži od 160 do 470 kJ/mol više energije od osnovnog. Kako i osnovno stanje i prvo pobuđeno stanje neke molekule svako za sebe sadrže različita stanja rotacijske i vibracijske energije, apsorpcija nije ograničena na određenu oštru valnu duljinu, nego je proširena na manje ili više široku apsorpcijsku vrpcu.
Za nastajanje boje važna je i prisutnost hetero-atoma (N,0,S) u konjugiranom lancu. Tako na primjer formaldehid, CH2=0, apsorbira svjetlost s λ = 190 nm, a i mnogo bliže vidljivom dijelu spektra, s λ = 300 nm. Prva od ovih dviju vrpca apsorpcije odgovara vrijednosti od 175 nm za etilen, a potječe vjerojatno od prelaza jednog od valencijskih π-elektrona na višu energijsku razinu. Druga vrpca smatra se da potječe od prelaza jednog labavijeg nevalencijskog p-elektrona kisikova atoma na višu energijsku razinu. Kako su ovi elektroni u molekuli slabije vezani nego valencijski elektroni, treba za njihovo prelaženje na višu energijsku razinu manje energije, što odgovara većoj valnoj duljini. Ovakvih nevalencijskih p-elektrona nema u etilenu, pa on zato ni ne pokazuje odgovarajuću apsorpciju. Konjugacija —C=0 pomiče ovu vrpcu koja zavisi od sekundarne apsorpcije prema većim valnim duljinama. Diacetil (I) apsorbira svjetlost s λ = 280 nm (analogno apsorpciji kod 220 nm u butadienu) i između 400 i 460 nm. Kako se ova druga vrpca nalazi u modroljubičastom području, spoj je žut. Isto je tako žut i p-benzokinon (II) u kojem dva karbonila nisu neposredno jedan uz drugog, ali su ipak konjugirani. Prisutnost N-atoma u konjugiranim sistemima ima sličan utjecaj. Tako na primjer stilben (III) ima vrpcu apsorpcije kod 300 nm te je bezbojan, a azobenzen (IV) apsorbira kod 450 nm te je narančast.
Povećano područje konjugacije također utječe na pomak područja apsorpcije prema većim valnim duljinama, kako se vidi u nizu (na slici) kondenziranih aromatskih cikličkih sistema.
Područje se konjugacije proširuje i u slučaju kad se u nekom konjugiranom lancu nalaze dušikovi ili kisikovi atomi s usamljenim elektronskim parovima, to jest p-elektronima koji nisu ušli u valencijsku vezu, kao na primjer u sistemima na slici.
Tako je na primjer p-nitrotoluen (V) vrlo slabo svijetložuto obojen, dok je p-nitranilin (VI) narančastožut, a njegov kation (VII) svijetložut. 
Boja se produbljuje (to jest apsorpcijska se vrpca pomiče prema većim valnim duljinama) kad je usamljeni elektronski par olabavljen prisutnošću negativnog naboja. Stoga je na primjer p-nitrofenol obojen slabo svijetložuto, a njegov anion izrazito narančastocrveno.
Da bi p-elektroni takvih dušikovih ili kisikovih atoma mogli snažnije djelovati na produbljivanje boje, potrebno je da na drugom kraju konjugiranog lanca bude neki elektronegativni atom koji teži da privuče elektrone, kao na primjer: = 0: ili = N+ vezani dvostrukom vezom na konjugirani lanac, preko kojeg se privlačno djelovanje prenosi. Osim veličine područja na kojem se nalaze konjugirani π-elektroni u molekuli, prisutnosti nevalencijskih p-elektrona i prisutnosti elektronegativnih atoma, obojenost može uvjetovati i račvanje konjugacije, odnosno hiperkonjugacija. Tako je na primjer najjednostavniji obojeni ugljikovodik fulven, u kojem račvanje konjugiranog lanca uzrokuje apsorpciju svjetla mnogo većih valnih duljina nego što bi se očekivalo prema apsorpcijama butadiena, heksatriena ili ciklopentadiena. Ovo se račvanje naziva i unakrsna konjugacija: njena prisutnost često dovodi do produbljivanja boje. Smatra se da je to tako na primjer s indigom. Djelovanje se hiperkonjugacije na obojenost očituje u činjenici da se metiliranjem amino grupa nekog bojila dobivaju dublje obojeni produkti. Uzrok je tome što (σ-veze CH3 grupa imaju stanoviti π-karakter, pa se donekle konjugiraju s ostalim π-elektronima, a to dovodi do toga da metilirani produkti apsorbiraju svjetlo većih valnih duljina.

### Slike
| |                                                                                                |
| P-nitrotoluen (V) je vrlo slabo svijetložuto obojen, dok je p-nitranilin (VI) narančastožut, a njegov kation (VII) svijetložut. | Boja se produbljuje kad je usamljeni elektronski par olabavljen prisutnošću negativnog naboja. |